# Hildemar Scholz
Hildemar Wolfgang Scholz (* 27. Mai 1928 in Berlin; † 5. Juni 2012 ebenda) war ein deutscher Botaniker. Sein offizielles botanisches Autorenkürzel lautet „H.Scholz“

## Leben

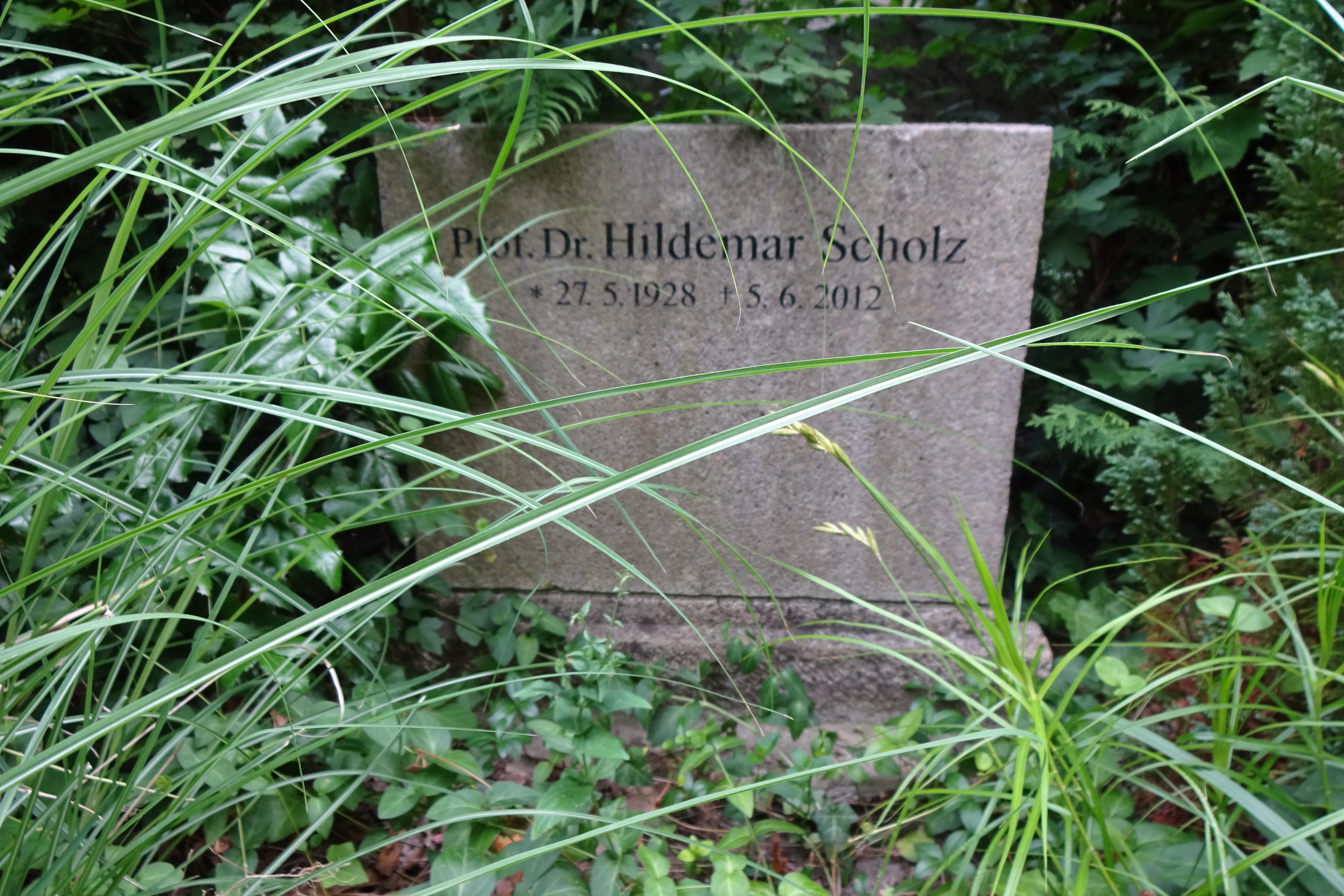
Grabstein auf dem Parkfriedhof Lichterfelde

Hildemar Scholz begann 1949 an der Freien Universität Berlin das Studium der Biologie. 1956 wurde er hier mit einer Dissertation über Die Ruderalvegetation Berlins promoviert. Ab 1959 war er Assistent am Institut für Systematische Botanik der Freien Universität und nahm 1964 die Tätigkeit am Botanischen Garten und Botanischen Museum Berlin-Dahlem auf. 1972 habilitierte er sich und wurde 1976 zum außerplanmäßigen Professor ernannt. Ab 1983 leitete er bis zu seiner Emeritierung im Jahr 1993 als ordentlicher Professor und Direktor die Forschungsabteilung des Botanischen Gartens.
Von 1984 bis 1987 war Scholz Vorsitzender des Botanischen Vereins von Berlin, dem er 60 Jahre lang, zuletzt als Ehrenmitglied, angehörte.
Seine Forschungsschwerpunkte waren die europäischen und afrikanischen Gräser sowie – gemeinsam mit seiner Ehefrau Ilse – die Rost- und Brandpilze. Vor allem auf diesen Gebieten legte er mehr als 300 wissenschaftliche Veröffentlichungen vor.
Scholz starb an den Folgen eines Unfalls. Seine letzte Ruhestätte fand er auf dem Parkfriedhof in Berlin-Lichterfelde.

## Veröffentlichungen (Auswahl)
- Die Ruderalvegetation Berlins (Diss.), Berlin 1956
- Botany in Berlin (Hrsg.), Berlin 1987, ISBN 3-921800-27-7
- Die Brandpilze Deutschlands (mit Ilse Scholz), Berlin 1988, ISBN 3-921800-28-5
- Illustrierte Flora von Mitteleuropa - Bd. 4. Angiospermae - Dicotyledones 2 (Hrsg.), 2. Aufl., Jena 1995, ISBN 3-8263-2533-8
- The Gramineae (Poaceae) flora of the southern Aegean islands (Greece) (mit Niels Böhling), Stuttgart-Hohenheim 2003
- Graminées et Cyperacées du Togo (mit U. Scholz), Vaduz 1983, ISBN 3-7682-1364-1
- Flore Analytique du Togo (mit J.F. Brunel, P. Hiepko), Eschborn 1983, ISBN 3-88085-241-3